# Carel van Hees
Carel van Hees (Rotterdam, 8 mei 1954) is een Nederlands documentair fotograaf en filmmaker.
Begon in 1970 als fotograaf. Van Hees maakt vooral series en documentaires met mensen in de hoofdrol. Zijn fotowerk is vaak in zwart-wit. Vanaf de jaren 80 heeft hij veel journalistiek werk gedaan, onder andere voor Vrij Nederland en NRC Magazine. Het fotoboek Saxman, over Piet le Blanc werd door Van Hees samen met Martijn 't Hart verfilmd en in 1996 uitgezonden door de VPRO. Sinds 2001 houdt hij zich ook  bezig met het maken van film- en video-installaties. In 2015/2016 fotografeerde hij in het kader van Document Nederland een opdracht van het Rijksmuseum Amsterdam het onderwijs in Nederland.